# Episodi di Hawaii Five-0 (seconda stagione)
La seconda stagione della serie televisiva Hawaii Five-0 è stata trasmessa in prima visione negli Stati Uniti d'America da CBS dal 19 settembre 2011 al 14 maggio 2012.
La stagione ha esordito in Italia su Rai 2 il 4 marzo 2012, trasmettendo i primi nove episodi fino al 13 maggio 2012, dei quali i primi sette in prima visione assoluta in lingua italiana. Gli episodi rimanenti sono stati trasmessi sempre dall'emittente italiana a partire dal 9 settembre al 16 dicembre 2012. Nella Svizzera italiana la stagione ha invece esordito su RSI LA2 il 1º aprile 2012. Dal 29 aprile l'emittente svizzera ha trasmesso la stagione in prima visione assoluta in italiano a partire dall'ottavo episodio, salvo il terz'ultimo, ovvero il crossover con l'episodio della serie NCIS: Los Angeles intitolata Il tocco della morte.
| nº | Titolo originale | Titolo italiano      | Prima TV USA      | Prima TV in italiano |
| -- | ---------------- | -------------------- | ----------------- | -------------------- |
| 1  | Ha'i'ole         | Prova d'innocenza    | 19 settembre 2011 | 4 marzo 2012         |
| 2  | Ua Lawe Wale     | Madri                | 26 settembre 2011 | 11 marzo 2012        |
| 3  | Kame'e           | L'eroe               | 3 ottobre 2011    | 18 marzo 2012        |
| 4  | Mea Makamae      | Il tesoro            | 10 ottobre 2011   | 25 marzo 2012        |
| 5  | Ma'ema'e         | Pulizia              | 17 ottobre 2011   | 1º aprile 2012       |
| 6  | Ka Hakaka Maikai | Una buona causa      | 24 ottobre 2011   | 15 aprile 2012       |
| 7  | Ka Iwi Kapu      | Ossa sacre           | 31 ottobre 2011   | 22 aprile 2012       |
| 8  | Lapa'au          | Guarigione           | 7 novembre 2011   | 29 aprile 2012       |
| 9  | Ike Maka         | Identità             | 14 novembre 2011  | 29 aprile 2012       |
| 10 | Ki'ilua          | Imbrogliona          | 21 novembre 2011  | 6 maggio 2012        |
| 11 | Pahele           | Intrappolati         | 5 dicembre 2011   | 13 maggio 2012       |
| 12 | Alaheo Pau'ole   | Crudeli speculazioni | 12 dicembre 2011  | 20 maggio 2012       |
| 13 | Ka Ho'oponopono  | L'imbroglio          | 2 gennaio 2012    | 27 maggio 2012       |
| 14 | Pu'olo           | Il pacco             | 16 gennaio 2012   | 27 maggio 2012       |
| 15 | Mai Ka Wa Kahiko | Dal passato          | 6 febbraio 2012   | 3 giugno 2012        |
| 16 | I Helu Pu        | La resa dei conti    | 13 febbraio 2012  | 3 giugno 2012        |
| 17 | Kupale           | Il difensore         | 20 febbraio 2012  | 8 luglio 2012        |
| 18 | Lekio            | L'eredità            | 27 febbraio 2012  | 15 luglio 2012       |
| 19 | Kalele           | Fiducia              | 19 marzo 2012     | 22 luglio 2012       |
| 20 | Haʻalele         | Abbandonati          | 9 aprile 2012     | 19 agosto 2012       |
| 21 | Pa Make Loa      | Il tocco della morte | 30 aprile 2012    | 25 novembre 2012     |
| 22 | Ua Hopu          | Nella rete           | 7 maggio 2012     | 26 agosto 2012       |
| 23 | Ua Hala          | La scelta            | 14 maggio 2012    | 9 settembre 2012     |

## Prova d'innocenza
- Titolo originale: Ha'i'ole
- Diretto da: Steve Boyum
- Scritto da: Peter M. Lenkov e Paul Zbyszewski

### Trama
Dopo la morte del governatore, per mano di Wo Fat, Steve viene arrestato con l'accusa di averlo ucciso e incarcerato in attesa di processo. Viene accoltellato da Victor Hess, ma l'aggressione è parte di un piano: Steve, sfruttando il trasferimento in ospedale, riesce a evadere. Hess lo aiuta, sapendo che Wo Fat lo ucciderà comunque. La task force è sciolta, ma gli altri membri della squadra, con l’aiuto del tenente Joe White, ex istruttore di Steve, cercano prove per scagionarlo. Grazie a Chin, tornato in polizia, e a Kono, che agisce in modo non ufficiale, riescono a trovare una microcamera nell'ufficio del governatore, che registra l'omicidio, scagionando Steve. Hess viene poi ucciso da Wo Fat con la complicità di Jenna.

## Madri
- Titolo originale: Ua Lawe Wale
- Diretto da: Duane Clark
- Scritto da: Melissa Glenn e Jessica Rieder

### Trama
Dopo la fuga di Wo Fat, la Five-0 viene reintegrata, ma con un nuovo governatore, Denning, che impone l’inserimento di un nuovo membro nella squadra, Lori Weston, esperta di profili criminali. Un caso di rapimento, apparentemente per un ricatto, porta la squadra a scoprire che la ragazza rapita potrebbe essere stata presa da una setta. Kono è anche coinvolta in un'inchiesta interna riguardante un presunto furto nel deposito prove.

## L'eroe
- Titolo originale: Kame'e
- Diretto da: Jeffrey G. Hunt
- Scritto da: Elwood Reid

### Trama
Un Navy SEAL viene trovato morto, apparentemente suicida, ma il tenente White, che lo aveva addestrato, non ci crede. La Five-0 scopre che qualcuno sta uccidendo uno ad uno i membri della squadra 9 dei SEAL. Intanto, Chin aiuta Kono a recuperare il suo distintivo dopo il licenziamento, ma scopre che lei sta lavorando sotto copertura per arrestare un criminale legato alla corruzione in polizia.

## Il tesoro
- Titolo originale: Mea Makamae
- Diretto da: Duane Clark
- Scritto da: David Wolkove

### Trama
La Five-0 indaga sulla morte di un subacqueo trovato con una mano mozzata. La vittima sembra essere coinvolta nella scoperta di un antico tesoro legato a un galeone spagnolo. Quando le monete si rivelano false, si scopre che il sub stava cercando qualcos’altro prima di essere ucciso. Inoltre, Kono è coinvolta in un affare con un criminale, Frank Delano, che si scopre essere legato a un traffico di informazioni e poliziotti corrotti.

## Pulizia
- Titolo originale: Ma'ema'e
- Diretto da: Steve Boyum
- Scritto da: Stephanie Sengupta

### Trama
L'allenatore di una squadra femminile di pallavolo viene trovato morto, e la Five-0 scopre che la sua morte è legata al riciclaggio di denaro sporco. Nel frattempo, Kono viene vista mentre scappa con un sospettato legato a Frank Delano, ma si scopre che sta lavorando sotto copertura con gli Affari Interni per fermare Delano.

## Una buona causa
- Titolo originale: Ka Hakaka Maikai
- Diretto da: Larry Teng
- Scritto da: Kyle Harimoto

### Trama
La Five-0 indaga sull'omicidio di Jake Griffin, proprietario di una catena di ristoranti. Le indagini portano la squadra a un caso di omicidio legato a una palestra di MMA. Durante le indagini, il tenente White scopre che il nome "Shelburne" appare in un video collegato a John McGarrett, il padre di Steve. White viene poi aggredito da Wo Fat.
Questo è uno speciale episodio crossover di NCIS: Los Angeles con protagonista Kensi Blye

## Ossa sacre
- Titolo originale: Ka Iwi Kapu
- Diretto da: Joe Dante
- Scritto da: Tara Butters e Michele Fazekas

### Trama
Durante la notte di Halloween, due corpi vengono trovati in un cimitero sacro. Le indagini rivelano un traffico di organi umani. Danny viene "maledetto" dopo essersi introdotto nel cimitero. La squadra esplora il caso, che sembra legato a un traffico criminale.

## Guarigione
- Titolo originale: Lapa'au
- Diretto da: Steve Boyum
- Scritto da: Joe Halpin

### Trama
Un aereo precipita e la Five-0 indaga sulla morte di un'agente della dogana, scoprendo che era coinvolta in un traffico di animali esotici. Danny, nel frattempo, adotta un cane di proprietà della vittima.

## Identità
- Titolo originale: Ike Maka
- Diretto da: Bryan Spicer
- Scritto da: Mike Schaub

### Trama
Un corpo irriconoscibile viene trovato con il viso ricostruito chirurgicamente. La Five-0 scopre che la vittima era un ex-testimone del programma di protezione e cercano di risalire al motivo dell’assassinio. Danny e Steve affrontano difficoltà personali, con Danny che si trova ad avere problemi di convivenza con Steve.

## Imbrogliona
- Titolo originale: Ki'ilua
- Diretto da: Kate Woods
- Scritto da: Peter Lenkov e Paul Zbyszewski

### Trama
Una giornalista viene uccisa poco dopo aver inviato un messaggio di aiuto. La Five-0 indaga, scoprendo che la morte potrebbe essere legata a un incontro con un agente della CIA, Jenna, il cui fidanzato è prigioniero in Corea del Nord. Steve si trova coinvolto in un salvataggio che si rivela un'imboscata di Wo Fat.

## Intrappolati
- Titolo originale: Pahele
- Diretto da: Paul A. Edwards
- Scritto da: Melissa Glenn e Jessica Rieder

### Trama
Un bus con bambini viene sequestrato da rapitori che chiedono un riscatto in cocaina sequestrata. La squadra si trova a dover agire velocemente per salvare gli ostaggi. Nel frattempo, Joe White scopre la vera identità di "Shelburne", una persona che sembra essere collegata a Wo Fat.

## Crudeli speculazioni
- Titolo originale: Alaheo Pau'ole
- Diretto da: Jeff T. Thomas
- Scritto da: Elwood Reid

### Trama
Tre ragazzini trovano un uomo in fin di vita in un bunker abbandonato. La Five-0 indaga e scopre che l'uomo stava cercando il figlio presunto morto. Nel frattempo, Steve è avvicinato da Adam Noshimuri riguardo al suo padre, Hiro Noshimuri. Il matrimonio di Chin e Malia sta per essere celebrato.

## L'imbroglio
- Titolo originale: Ka Ho' Oponopono
- Diretto da: Steve Boyum
- Scritto da: Stephanie Sengupta

### Trama
Una ragazza viene trovata morta nella sua camera e la Five-0 sospetta che la sua morte sia legata a un ricatto. Le indagini portano alla scoperta di un sicario legato al padre della ragazza. La relazione tra Steve e Joe White si deteriora dopo che White si rifiuta di rivelare la verità su Shelburne.

## Il pacco
- Titolo originale: Pu'olo
- Diretto da: Christine Moore
- Scritto da: Peter M. Lenkov e David Wolkove

### Trama
La Five-0 indaga su un furgone postale rubato, scoprendo che un pacco misterioso è legato a contrabbando. La squadra coinvolge anche Sang Min, un ex detenuto, per risolvere il caso. Nel frattempo, Danny assiste Rachel durante il parto del loro bambino.

## Dal passato
- Titolo originale: Mai Ka Wa Kahiko
- Diretto da: Larry Teng
- Scritto da: Bill Nuss

### Trama
Un aereo in atterraggio rivela un omicidio e una fuga di prigioniero. La Five-0 indaga e scopre che l'ex-istruttore di Danny è dietro l’assassinio. L'uomo rapisce la figlia di Danny, Grace, per costringerlo a fare quello che vuole.

## La resa dei conti
- Titolo originale: I Helu Pu
- Diretto da: Eric Laneuville
- Scritto da: Paul Zbyszewsk

### Trama
Dopo la morte di Wo Fat, la squadra indaga sul suo passato e sulle sue alleanze con criminali internazionali. Steve affronta il suo passato e le scelte fatte per arrivare alla verità. Con l’aiuto di Joe White, la squadra riesce a neutralizzare la minaccia.

## Il difensore
- Titolo originale: Kupale
- Diretto da: Steve Boyum
- Scritto da: Noah Nelson e Lisa Aline Schultz

### Trama
Dopo che Lori ha lasciato la Five-0, non avendo assolto al compito che il governatore le aveva affidato, la squadra deve indagare senza di lei sulla morte di un uomo, vestito come un guerriero Kakoa, trovato nella giungla. La vittima aveva preso parte alle rappresentazioni di eventi storici del passato e forse la sua morte è legata alla collezione di cimeli della cultura hawaiana. Si scoprono dei particolari che fanno pensare a un gruppo ambientalista molto aggressivo che lo incolpava della morte di molte specie marine a causa della sua ditta di imbarcazioni, ma forse la sua morte è legata a un progetto che aveva deciso di abbandonare. Danny, che continua a frequentare la dottoressa Asano, vuole aspettare che le cose tra loro si sistemino prima di farla conoscere a Grace.

## L'eredità
- Titolo originale: Lekio
- Diretto da: Bryan Spicer
- Scritto da: Kyle Harimoto

### Trama
Un noto dj radiofonico muore in diretta a causa di una piccola bomba nella cabina di trasmissione. La Five-0 prende in mano il caso e scopre che l'uomo aveva comprato un'arma per sé e per la figlia. La squadra inizialmente sospetta di Tony Archer, un investigatore privato del luogo, ex-poliziotto che una volta lavorava anche come artificiere, ma sembra che lui e la vittima fossero amici; volendo aiutarli a trovare l'assassino, l'anziano detective si unisce alle indagini. Danny inizia a fare il padre iperprotettivo quando vede sua figlia Grace parlare con un ragazzino della sua scuola.

## Fiducia
- Titolo originale: Kalele
- Diretto da: Fred Toye
- Scritto da: Joe Halpin

### Trama
La sorella di Steve, Mary Ann, arriva a O'ahu per fargli visita, informandolo anche del suo nuovo lavoro come hostess. Purtroppo, Mary Ann viene arrestata con l'accusa di aver contrabbandato venti milioni di dollari in diamanti. La ragazza rivela che possedeva dei diamanti perché è stata minacciata: se non consegnerà quei diamanti, la sua amica e collega morirà. McGarrett e la Five-0 cercano di aiutarla per salvare sia l'ostaggio sia per catturare il contrabbandiere. Per far sì che il piano riesca, decidono di chiedere la collaborazione di un ex detenuto per organizzare un'operazione truffaldina.

## Abbandonati
- Titolo originale: Haʻalele
- Diretto da: Jerry Levine
- Scritto da: Elwood Reid

### Trama
Lasciando il comando della Five-0 a Danny, McGarrett parte per cercare risposte su Shelburne da Joe White, che crede non gli abbia detto la verità, e parte per il Giappone. A Kamekoa viene rubato il furgone dei gamberi e chiede a Danny di indagare per scoprire chi lo ha preso. Intanto, vicino a un campo di ananas, viene ritrovata una ragazza morta per soffocamento. Il caso colpisce particolarmente Max, il medico legale, che comunica alla squadra che l'omicidio potrebbe essere opera di un serial killer chiamato "lo Spazzino". Tuttavia, sembra che l'uomo accusato di essere il killer sia già in prigione, ma l'attuale omicidio fa pensare che il vero assassino sia ancora a piede libero. Max è convinto che la vittima di uno degli omicidi passati fosse legata a lui. Indagando a fondo, trovano il collegamento con cui lo Spazzino sceglie le sue vittime: tutte le donne uccise avevano abbandonato i loro figli sui gradini di una chiesa.

## Il tocco della morte
- Titolo originale: Pa Make Loa
- Diretto da: Bryan Spicer
- Scritto da: Michele Fazekas, Tara Butters e R. Scott Gemmill

### Trama
Una donna chiama il 911 pensando di essere in pericolo a causa del suo ex marito, ma quando la polizia arriva sul posto, l'uomo muore a causa di un particolare tipo di vaiolo. Il governatore, per evitare il panico, ordina alla Five-0 di condurre le indagini discretamente. L'uomo, che a quanto pare era un militare, è stato ucciso dal vaiolo che ha contratto tramite un'iniezione. Per la squadra inizia una corsa contro il tempo: devono ricostruire i movimenti della vittima per capire dove e chi lo ha contagiato e perché. I sospetti ricadono su un membro della mafia rumena ricercato dall'NCIS di Los Angeles e per trovarlo Danny chiede l'aiuto di due loro agenti.
- Questo è uno speciale episodio crossover di NCIS: Los Angeles con protagonisti i personaggi Grisha Callen e Samuel "Sam" Hanna. Continua in NCIS: Los Angeles 3x21.

## Nella rete
- Titolo originale: Ua Hopu
- Diretto da: Larry Teng
- Scritto da: Stephanie Sengupta

### Trama
A Osaka, Steve, che è ancora sulle tracce di Joe e Shelburne, riesce ad arrestare Wo Fat grazie a una collaborazione con le Forze Speciali locali, ma la cattura si rivela troppo facile, così chiama Danny alle Hawaii per fargli indagare sull'ultimo numero che Wo Fat ha chiamato prima di essere arrestato. Il telefono apparteneva a una donna, uccisa con una pistola d'oro della Yakuza, che sembra fosse collegata alla CIA. Durante il viaggio in aereo per il ritorno a Honolulu, McGarrett subisce un'aggressione e l'aereo precipita nella giungla. Steve deve combattere per sopravvivere alla Yakuza che sta cercando di uccidere Wo Fat.
Kono sta frequentando Adam Noshimuri, ma i due non possono rivelare la loro relazione a causa dei loro ruoli, anche se lui sta cercando di uscirne pulito. Kono gli crede, soprattutto quando Adam le dimostra che suo padre è veramente morto, ma le cose si complicano quando Adam sembra deciso a vendicarsi personalmente di Wo Fat.

## La scelta
- Titolo originale: Ua Hala
- Diretto da: Steve Boyum
- Scritto da: Peter M. Lenkov, Paul Zbyszewski e Elwood Reid

### Trama
Joe torna sull'isola e informa Steve che gli farà incontrare Shelburne. Danny riceve una lettera dal giudice che lo informa che Rachel intende ottenere la custodia esclusiva di Grace. La Five-0 indaga sulla morte del Capitano Fryer, ucciso in un agguato da un misterioso sicario dopo aver ricevuto una falsa chiamata sul ritrovamento di un corpo. Anche Max viene ferito e riferisce che l'assassino è una donna che fa successivamente esplodere la stazione di polizia usando una bomba. La responsabile sembra essere legata a un caso a cui Fryer e Frank Delano lavoravano, ma c'è un'altra verità dietro ciò che è accaduto. Kono e Malia sono state rapite e Delano costringe Chin a scegliere se salvare sua cugina o la donna che ama.